# Metallactus kollari
Metallactus kollari is een keversoort uit de familie bladkevers (Chrysomelidae). De wetenschappelijke naam van de soort werd voor het eerst geldig gepubliceerd Suffrian.